# Platyscelus armatus
Platyscelus armatus är en kräftdjursart som först beskrevs av Claus 1879.  Platyscelus armatus ingår i släktet Platyscelus och familjen Platyscelidae. Inga underarter finns listade i Catalogue of Life.